# 音速小子 (電影)
是一部2020年美日合拍的動作冒險喜劇片，《音速小子電影系列》第一部電影，改編自世嘉遊戲公司出品的電子遊戲《音速小子》，由傑夫·福勒執導，派翠克·凱西和喬許·米勒編劇，Marza動畫星球工作室、Original Film、SEGA、Blur Studio和刺猬電影公司製片，詹姆斯·馬斯登、本·施瓦茨、蒂卡·桑普特和占·基利主演。劇情講述一名小鎮警官在發現一隻藍色的小刺猬後，必須幫助打敗想在牠身上做實驗的邪惡天才。
《音速小子》由派拉蒙影業定檔2020年2月14日在美國上映，票房表現成功。續集《音速小子2》於2022年推出。

## 劇情
電影開頭，外星藍色刺蝟索尼克在美國旧金山和（索尼克称他为内战来的胡子大叔）展开了一场追逐，然后使用倒叙式方式回到故事的开头。
時間回到很久以前，索尼克從小就擁有超音速的超能力，一直以来由一隻名叫長爪的貓頭鷹照顾着，長爪要求索尼克不能泄露自己拥有超能力。但年幼的索尼克并不以为意，仍然到處展示自己驚人的速度。一群針鼴部落觊觎他的力量，来到他的星球，突袭了长爪和索尼克的住处。索尼克和長爪在逃亡途中，長爪被一支箭射中，她抛出一枚可以打開通往其他星球傳送門的金環，並將一袋金環交給了索尼克，让索尼克得以逃到地球。
十年後，索尼克在美國蒙大拿州一個名叫綠丘的小鎮附近一個洞穴秘密地生活。索尼克一直渴望可以找到朋友，於是他將當地的一位警察湯姆·華高斯基和他的妻子獸醫美迪視為偶像。
一天晚上，索尼克獨自在棒球埸自己和自己打棒球，逐渐的，他意识到全场只是自己和自己打棒球，没有他人陪伴，索尼克感到非常狙喪。为了发泄情绪，在場内跑了多圈，不慎釋放了自己的力量，令美国太平洋西北地區因此大停電。美國國防部在部分成員的強烈反對下仍然聘請了瘋狂科學家進行調查。不久，博士發現了索尼克的足迹，博士親自和他研發的機器人聯同美軍追蹤索尼克。发现事情不妙后，索尼克打算用金環逃到蘑菇星球，但因搜索隊伍已经到了自己的洞穴外面，索尼克不得不逃到湯姆家的車庫。在车库里，索尼克在準備使用金環的時候，被湯姆發現了，二人都被嚇到尖叫的時候，湯姆不小心用麻醉槍射中了索尼克的腿部，索尼克不慎打開了通往舊金山的傳送門，並在即將昏迷的時候將手上金環拋到其中一幢大廈的天台上。湯姆發現索尼克原來就是卡爾所說的「藍惡魔」。他甦醒後，出于索尼克的请求，湯姆在艾格曼博士進入他家前，將索尼克藏起來，最终还是被博士發現。湯姆一拳打晕艾格曼博士後，駕車帶索尼克逃走。博士認定汤姆是恐怖分子，对他进行通缉。二人離開了綠丘鎮後，湯姆在公路上停車把索尼克趕下車，並告诉他向西行就到舊金山，索尼克離開後幾秒就回來了。他表示自己不知道要去哪裡而掉进了太平洋，全身都濕了，亦怪責湯姆令他不能離開地球。湯姆了解到索尼克不能獨自完成他的目标后，決定協助他。
晚上，他們到了一個加油站休息，湯姆要索尼克留在車上。然而，在湯姆透過電話亭聯絡韋特時，索尼克忍不住誘惑去了加油站的酒吧。湯姆在便利店買了食物後打算離開，發現索尼克不見了，隨後在酒吧找到了他，本准备离开的汤姆在他的說服下決定留下來和他一起玩。索尼克在寫下自己的願望清單時，向湯姆表示自己在地球仍有很多從未做過的東西，湯姆決定和他一起完成清單，從此成為了朋友。在酒吧内，他們完成了幾件事後，正當他們談天時，遇到一班人的挑釁，亦被稱為「潮童」，索尼克激怒了這班人的領袖，展開了一場大亂鬥。正當索尼克即將被領袖捉到的時候，索尼克运用了自己超音速的能力在酒吧四處奔走，拯救了湯姆，最後还設置了不同的惡作劇和陷阱，打倒了其他人，只有自己和湯姆安然無恙。這場大亂鬥結束了後，他們駕車逃到一間汽車旅館睡覺。
第二天早上，艾格曼博士的隊伍到了事發的酒吧調查，詢問顧客有關索尼克和湯姆的下落，當知道他們正逃往舊金山，就计算他們的位置。在二人繼續逃往舊金山的途中，索尼克不同意湯姆離開自己的家鄉綠丘鎮到舊金山警局的決定，並因此與他發生爭執。此时，艾格曼博士博士追蹤到他們後，用機械車攻擊他們，最終索尼克和湯姆打倒了机器人们，但是從機械車出來的小機器不但損壞了湯姆的車，还把索尼克炸傷了。湯姆到妻子在舊金山的家，將昏迷的索尼克用毛巾包好，正當汤姆進入時被他的大姑瑞秋企图阻止。進入後他的侄女喬喬前来歡迎他，他想她們解釋情況，但不斷被瑞秋打斷，結果美迪和瑞秋兩姊妹爭論時，他的狗奥斯把包著索尼克毛巾的拉下來，瑞秋看見索尼克後被嚇暈了。汤姆把她綁在一個椅子上後，檢查索尼克，用嗅鹽把他救醒了。在湯姆向美迪解釋情況時，他們的侄女喬喬也送了新鞋子給索尼克。同時，艾格曼博士也找到索尼克身上的一根刺並發現了它充滿無限的能量，於是利用這根刺發動他開發的原型機，希望能藉此捉到索尼克和湯姆。
隨後，索尼克、湯姆和美迪借用了瑞秋的車到泛美金字塔，索尼克跑上了大廈發現要用到特別的鎖匙才能進入到天台。汤姆让索尼克藏在手提袋内，向大廈接待人員聲稱有人想在天台跳樓需要進入，大厦接待人员交给了他们天台钥匙。進入了天台後，三人找到了索尼克遺失的金環。索尼克感謝了湯姆和美迪的協助，並即將向他們道別時候，艾格曼博士突然出现。索尼克在毫無選擇下用金環傳送湯姆和美迪回到綠丘鎮，他和博士則開始展開一場追逐戰（接續開頭）。索尼克多次利用金環傳送到世界不同的地方，途中經過了法國巴黎鐵塔、中國萬里長城和埃及金字塔，但因博士利用了索尼克的力量，令自己一直不能擺脫糾纏。最后索尼克傳送回綠丘鎮並且被艾格曼博士打倒，但在湯姆和鎮民勇敢介入下，他因此恢復並取回失去的力量，表示自己不再逃避，而是去尽力保護自己的朋友。最後索尼克反敗為勝打倒艾格曼博士，並且在湯姆利用金環打開前往蘑菇星球的傳送門後，將博士送到蘑菇星球上。
這次事件過後，湯姆和美迪決定繼續留在家鄉綠丘鎮生活。美國政府也刪除所有關於這起事件的證據，包括艾格曼博士的存在記錄。國防部部長到湯姆家並感謝他就這件事情保持沉默，還送了他一個橄欖園餐廳的禮券。最後，湯姆和美迪向索尼克展示了他的新房間，他所有在洞穴的東西都被搬到這裡，從此他便和湯姆一起生活。
最終，在蘑菇星球裏的艾格曼博士改變了造型並開始進行探險，準備歸來進行他的報復計劃。同時，一隻外星雙尾狐狸透過光環傳送門來到地球，並且要尋找。

## 演員
- 金·凱瑞飾演伊沃·「蛋頭」·羅伯尼克博士（Dr. Ivo "Eggman" Robotnik）[8]（日語配音：山寺宏一；中文配音：孫誠（台灣）、鄧肇基（香港）、圖特哈蒙（馮盛，中國大陸））

瘋狂科學家及發明家，受委託開始調查索尼克引起的事件後，由於發現他的能力而開始瘋狂執迷於要抓到索尼克。
- 詹姆斯·馬斯登飾演湯姆·華卓斯基（Tom Wachowski）[9]（日語配音：中村悠一；中文配音：宋昱璁（台灣）、林筠翔（香港）、張原銘（中國大陸）)

綠丘鎮的警長，在地球第一位交上的朋友，協助索尼克逃亡以及對抗艾格曼博士。他被索尼克戲稱為「甜甜圈大王」。
- 蒂卡·桑普特飾演麥蒂·華卓斯基（Maddie Wachowski）[10]（日語配音：井上麻里奈；中文配音：沈諠婈（台灣）、周恩恩（香港）、張碧玉（中國大陸））

湯姆妻子，獸醫，與老公一同協助索尼克。她被索尼克戲稱為「蝴蝶酥女士」。
- 亞當·帕利飾演韋德·威波（Wade Whipple）[11]（中文配音：夏治世（台灣）、陳夕（香港）、王雪亮（中國大陸））

小鎮警員，湯姆好友。做事情有點靠不住。
- 尼爾·麥克唐納飾演班寧頓少校（Major Bennington）[11]（中文配音：胡鎮璽（台灣）、黃志明（香港）、趙銘洲（中國大陸））

負責到綠丘鎮調查神秘事件的少校，並成為羅伯尼克嘲諷的對象，被他戲稱為「沒人在乎少校」。
- 娜塔莎·羅斯威爾飾演瑞秋（Rachel）[12](中文配音：錢欣郁（台灣）、張彩虹（香港）、李世榮（中國大陸））

麥蒂姐姐，有個女兒喬喬（Jojo）。似乎不怎麼喜歡湯姆。
- 法蘭克·C·透納（英语：Frank C. Turner）飾演瘋子卡爾（Crazy Carl）（中文配音：陳進益（台灣）、林偉文（香港）、葉保華（中國大陸））

綠丘鎮居民，稱為「藍惡魔」還畫了類似他的圖，但鎮上的人都不相信他。
- 珍妮·克勞特爾[13]飾演女商人
- 李·马贾道布（英语：Lee Majdoub）飾演史東特工（Agent Stone）

蛋頭博士的忠心助手，喜歡蛋頭博士。

### 配音角色
- 本·施瓦茨配音索尼克（Sonic，兼面部動作捕捉）[14]（中文配音：郭霖（台灣）、黃尉斯（香港）、王晨光（中國大陸）；日語配音：中川大志）

具有超音速速度的外星刺蝟，十年前因為敵人盯上其能力並且到他的故鄉要綁架他，於是被長爪護送到地球生活。自此居於綠丘鎮，並成為湯姆一行人的好友。
- 本傑明·L·瓦里克 配音 年幼的索尼克
- 柯琳·維拉德（英语：Colleen Villard）配音塔爾斯（Tails）(中文配音：穆宣名（台灣）；日語配音：廣橋涼）

的搭檔，於片尾彩蛋登場。為了尋找索尼克而來到了地球。
- 唐娜·傑伊·福克斯配音長爪（Longclaw）(中文配音：孫若瑜（台灣）、張彩虹（香港）、張美娟（中國大陸））

貓頭鷹，的監護人。為了保護索尼克而用金環的力量將他送到地球。

## 製作

### 發展
在2013年，索尼影視娛樂獲得了《音速小子》系列的改編電影發行權。2014年6月10日，索尼影視娛樂和Marza動畫星球工作室宣佈電影將會是一部真人動畫電影。電影將由尼爾·H·摩里茲的Original Film製作，與Takeshi Ito和Mie Onishi共同製片，范·羅比克克斯和埃文·薩塞爾編劇。
2016年2月，日本著名遊戲開發商世嘉的行政總裁里見治透露，電影計劃於2018年上映。提姆·米勒和傑夫·福勒於2016年被聘來開發電影；這將是福勒的導演處女作，米勒和福勒也會擔任執行製作人。派翠克·凱西和喬許·米勒編寫劇本。2017年10月宣佈電影將改由派拉蒙影業發行，但大部分的製作團隊保持不變。2018年2月，宣佈該電影將於2019年11月上映。

### 選角
2018年5月29日，據報導保羅·路德正在為角色湯姆進行洽談，該角被形容為「音速小子的朋友，可能會合作擊敗蛋頭博士的警察」。一天後，宣佈詹姆斯·馬斯登加盟劇組，後來透露他飾演角色湯姆·華卓斯基。2018年6月，蒂卡·桑普特加盟劇組和占·基利飾演反派蛋頭博士。2018年8月，本·施瓦茨聲演主角音速小子。同月，亞當·帕利和尼爾·麥克唐納加盟劇組。

### 拍攝
主體攝影於2018年7月30日在溫哥華開始進行，暫定名稱為「賭場之夜」（Casino Night），參考自遊戲《音速小子2》中的一個關卡。

### 視覺效果及設計

《音速小子》第一支預告片（上）及第二支預告片（下）中的音速小子設計

片中的視覺效果由光影魔幻工業、Blur Studio、數字王國3.0和Moving Picture Company提供。製作團隊創造了一個寫實版的音速小子，使該角色有了皮毛、一雙全新的跑鞋、分離的眼睛和更接近人類的體格。這主要參考自2012年電影《熊麻吉》中的泰迪，將CG角色插入現實世界。據執行製片人提姆·米勒的說法，世嘉對音速小子眼睛的設計並不「完全滿意」。
2019年5月2日，因為觀眾對首部預告片中的設計感到十分反感，使得導演福勒在推特上宣布，音速小子會在電影上映前進行重新設計，之後也讓上映日延期至2020年。曾經為遊戲系列工作過的泰森·海森被請來為該角重新設計。直到2019年11月12日，重新修改過音速小子外觀的第二支預告片釋出後，才普遍獲得外界好評。媒體Indiewire傳聞此次修改花費超過3500萬美元，但後來知情人士透露因為檔期宣布延後時尚有許多動畫鏡頭未完成，重新設計的成本不到500萬美元。若Indiewire的消息來源屬實，其餘的3000萬美元可能包含了各方面的營運成本，如電影延期、宣傳行銷費用等。此外，舊版造型的音速小子在2022年電影《救難小福星》中客串，自嘲為醜版索尼克（Ugly Sonic）；由於自稱現為FBI拍攝紀錄片，他在主角小隊於最後要拘捕反派時發揮助拳之用。
 

## 發行
《音速小子》原定於2019年11月15日上映，後來提前至2019年11月8日上映。之後於2019年5月25日，導演傑夫·福勒宣布電影延至2020年2月14日上映。日本原定2020年3月27日上映，但因受到2019冠狀病毒病疫情影響而延期至2020年6月26日上映。

### 評價
《音速小子》整體獲得了褒貶不一的評價。爛番茄根據252條評論，持有64%的新鮮度，平均得分5.9／10，觀眾投票獲得89%的分數，平均得分為4.4／5。在Metacritic上，電影獲得47分。根據CinemaScore調查，觀眾的評價在A+至F間落於「A」。

### 票房
在美國和加拿大，《音速小子》與《逃出夢幻島》、《照片》、《婚姻大崩壞》同時上映並競爭，外界預估該片在其為期四天的首映週末能從4130間影院中獲得4000萬至5000萬美元的票房。在首日取得2100萬美元後（包含週四晚間預售的300萬美元），使預估值提升至6400萬美元。美國為期三天的首週末以5800萬美元的票房位居當週冠軍，並在第四天以7000萬美元突破《POKÉMON 名偵探皮卡丘》（2019年）在電子遊戲改編電影的票房紀錄。這也是占·基利自《王牌天神》（2003年）後第二高首週成績的電影，而以上兩項成績也再度被2022年發行的音速小子續作所打破。
《福布斯》的史考特·門德爾森（Scott Mendelson）推測，《音速小子》的成功部分歸功於觀眾對預告片的反應，以及後續的重新設計引起了廣泛的關注。此外，由於延遲而導致的後續上映時間安排也幫到了該片（避開原本過於激烈競爭的檔期），成為了2020年的第一部家庭大片。
| 上一届： 《猛禽小隊：小丑女大解放》 | 2020年美國週末票房冠軍 第7-8週 | 下一届： 《隱形人》 |
| 上一届： 《猛禽小隊：小丑女大解放》 | 2020年台北週末票房冠軍 第8週   | 下一届： 《隱形人》 |
| 上一届： 《謎·離島》                | 2020年香港週末票房冠軍 第8週   | 下一届： 《隱形人》 |

## 續集
2020年5月28日，世嘉及派拉蒙影片確定正在開發該片的續集。2020年7月24日，宣佈續集定於2022年4月8日在美國上映。